# Diceros bicornis
Il rinoceronte nero (Diceros bicornis Linnaeus, 1758) è un mammifero perissodattilo appartenente alla famiglia Rhinocerotidae, originario delle aree orientali e centrali dell'Africa, compresi Kenya, Tanzania, Uganda, Camerun, Sudafrica, Namibia e Zimbabwe. Nonostante questo rinoceronte venga chiamato nero, è in verità di colore grigio, bruno o bianco.
Il suo nome in swahili è kifaru, in lingua zulu è bhejane.
Alla specie venne dato questo nome per distinguerla dal rinoceronte bianco (Ceratotherium simum), anche se queste due specie non sono facilmente distinguibili tra loro dal colore. La parola white, bianco, usata per indicare il «rinoceronte bianco», deriva dalla parola afrikaans wyd, che significa largo, in inglese wide, e non bianco.

## Descrizione

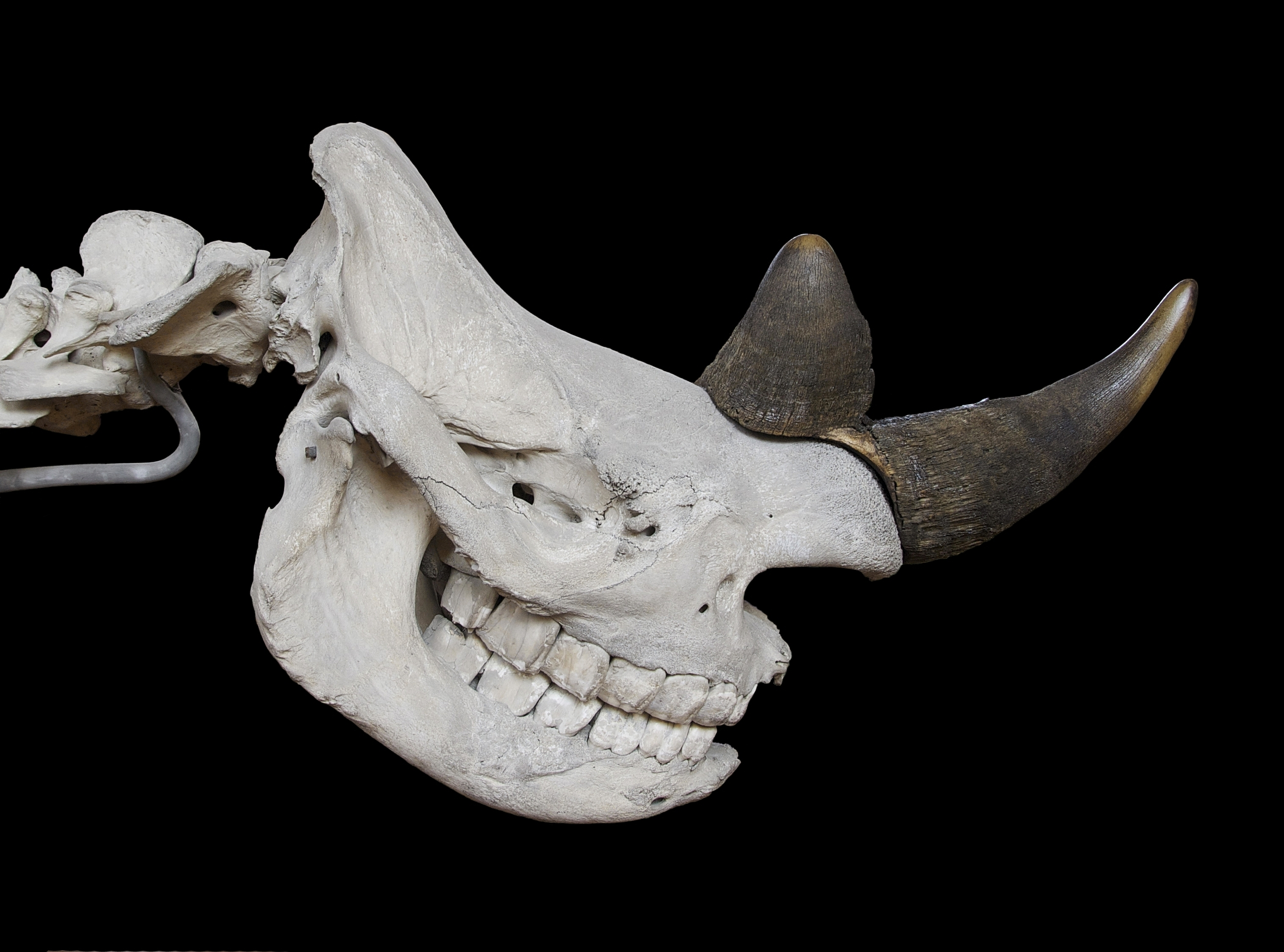
Cranio di rinoceronte nero nel Museo nazionale di storia naturale di Francia.

Il rinoceronte nero è un erbivoro di grossa taglia con una pelle di colore grigio scuro, ruvida e spessa così da avere una buona protezione contro la vegetazione spinosa tipica delle praterie africane. Gli esemplari adulti di questa specie hanno un'altezza di 140–180 cm al garrese e una lunghezza di 3,3-3,6 m, il loro peso varia tra gli 800 ed i 1400 kg, ma eccezionalmente possono superare anche i 1800 kg; le femmine, che hanno più o meno le stesse dimensioni dei maschi, pesano circa 100 chili in meno.
Dato il rapporto tra altezza e stazza, questa specie risulta tozza ma è comunque agile e può raggiungere i 50 km/h.
Sulla sommità del cranio il rinoceronte nero presenta due corni costituiti da cheratina, la forma e le dimensioni dei quali possono variare significativamente da individuo a individuo; tuttavia il corno frontale è sempre il più lungo e può arrivare ad avere una lunghezza di 132 cm, mentre quello posteriore è più corto e generalmente appiattito lateralmente. Il rinoceronte nero utilizza i suoi corni non solo a scopo difensivo e intimidatorio ma, specialmente quello anteriore, anche a scopo alimentare. Esso è infatti usato per scavare alla ricerca di acqua e radici, così come per spezzare i ramoscelli mentre si nutre dai cespugli. Il rinoceronte nero possiede inoltre due grandi orecchie molto mobili, che gli permettono di sentire i richiami dei propri simili fino a lunghe distanze oltre che la presenza di possibili minacce, e una coda di media lunghezza con un ciuffo di peli poco folto all'estremità.
A differenza del rinoceronte bianco che si nutre "pascolando" l'erba, il rinoceronte nero si nutre principalmente brucando fogliame e germogli; per questo la forma del labbro superiore è differente nelle due specie. Il primo presenta un labbro squadrato e poco mobile mentre il rinoceronte nero ha un labbro di forma triangolare, più lungo e con capacità prensili che lo aiutano a raggiungere e strappare il fogliame di cui si nutre. Nutrendosi di cibo particolarmente coriaceo, il rinoceronte nero è dotato di una dentatura molto robusta composta da 24 grandi denti, equamente divisi tra molari e premolari.
Nonostante i nomi comuni fuorvianti, il rinoceronte nero e il rinoceronte bianco hanno entrambi una colorazione grigio scura, sebbene il rinoceronte bianco possa tendere anche al giallo. Essi sono tuttavia distinguibili per le loro dimensioni corporee generali, infatti il rinoceronte nero è più basso e piccolo del bianco, per la dimensione del cranio, che nel nero è più piccolo, per la presenza di una gobba nel bianco che è invece assente nel nero e per la differente morfologia del labbro superiore sopra accennata.

## Biologia
Il rinoceronte nero è un brucatore erbivoro che si nutre di foglie, ramoscelli, germogli, cespugli spinosi e frutta. La sua dieta è utile a ridurre la quantità di piante legnose e di conseguenza favorisce la crescita di una maggiore quantità di erba, il che va a beneficio di altri animali. È noto che possa nutrirsi di quasi 220 diverse specie di piante. Durante la siccità può sopravvivere senza acqua fino a 5 giorni. Il rinoceronte nero vive soprattutto nelle praterie, nelle savane e nelle boscaglie tropicali.
Questi animali si alimentano la mattina e la sera. Nelle ore più calde del giorno sono meno attivi e trascorrono il tempo riposando, dormendo o rotolandosi nel fango. Quest'ultima attività è parte essenziale della vita di tutte le specie di rinoceronte. Aiuta a raffreddare la temperatura corporea durante il giorno ed a proteggersi dai parassiti. Se il fango non è disponibile si rotolano nella polvere. Si abbeverano soprattutto durante il pomeriggio.
Sono animali solitari e vivono insieme solamente durante il periodo degli accoppiamenti, ma le madri ed i piccoli possono talvolta raggrupparsi insieme per brevi periodi di tempo. I maschi non sono socievoli quanto le femmine, sebbene possano talvolta tollerare la presenza di altri rinoceronti. Non sono molto territoriali e spesso sconfinano sui territori di altri esemplari. Questi territori variano a seconda della stagione e della disponibilità di cibo ed acqua. In ambienti dove questi abbondano i territori sono più piccoli e viceversa sono più estesi se questi scarseggiano. Nel Serengeti i territori variano tra i 43 ed i 133 km², mentre nel cratere di Ngorongoro si estendono tra i 2,6 ed i 44 km². I rinoceronti neri sono anche stati visti occupare certe aree che tendono a visitare per riposarsi, chiamati «case», situate solitamente in luoghi più elevati.
Il rinoceronte nero ha la reputazione di essere estremamente aggressivo. Attacca per paura, confusione e panico. A causa della vista molto scarsa carica soltanto guidato dall'olfatto; proprio per questo questi animali sono stati osservati caricare tronchi d'albero e termitai. I rinoceronti neri non sono molto aggressivi nei confronti degli altri membri della specie e solitamente si limitano a false aggressioni. I maschi talvolta combattono tra loro spingendosi con la testa o cozzando con i corni. Di solito, comunque, evitano se possibile di incontrare altri maschi. Le femmine, invece, non sono aggressive tra di loro. Nonostante le loro aggressioni, gli adulti di questa specie non hanno predatori naturali; solo una volta un enorme coccodrillo del Nilo cercò, senza riuscirci, di trascinarne in acqua un esemplare.
Il rinoceronte nero è considerato uno degli animali più pericolosi dell'Africa. Per via del temperamento aggressivo, ma anche a causa della sua pessima vista, è portato a caricare qualsiasi cosa che abbia un odore non familiare nel suo ambiente. Sono famose le sue cariche agli autoveicoli nella savana africana, che possono portare al ribaltamento di jeep e furgoni e al ferimento degli occupanti.
Per individuare le aree di foraggiamento e le pozze d'acqua i rinoceronti neri seguono gli stessi sentieri utilizzati dagli elefanti. Quando devono brucare utilizzano sentieri più piccoli. Questi animali sono molto veloci e correndo sulle dita possono raggiungere i 56 chilometri all'ora.

### Comunicazione

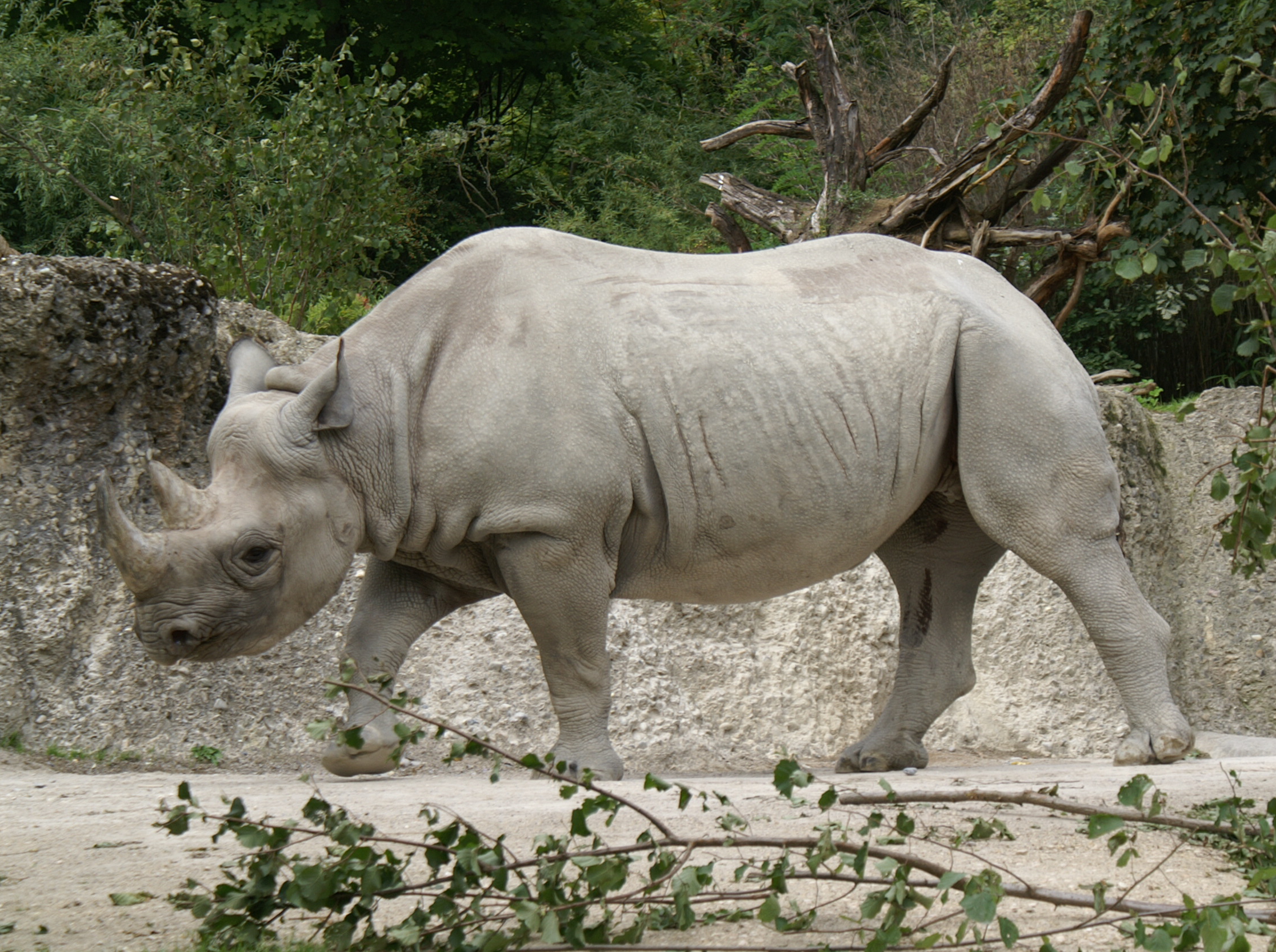
Rinoceronte nero allo zoo di Zurigo.

Questi animali esibiscono molte forme di comunicazione. A causa della loro pessima vista e della natura solitaria, per individuare la presenza di altri rinoceronti si basano soprattutto su tracce olfattive. Schizzi di urina vengono lasciati su alberi ed arbusti, intorno alle pozze d'acqua ed alle aree di foraggiamento. Le femmine recettive all'accoppiamento lasciano un numero di schizzi di urina maggiore delle altre. La defecazione avviene negli stessi punti utilizzati da più rinoceronti, cioè nelle aree di pascolo, sui sentieri in direzione delle fonti d'acqua ed in altre aree. Questi cumuli di escrementi sono molto importanti per identificare i vari esemplari. Imbattendosi in essi, i rinoceronti li annuseranno per capire quali esemplari sono presenti in quell'area e a loro volta vi lasceranno le proprie deiezioni. Meno comunemente sfregano la testa o il corno contro i tronchi d'albero per lasciarvi dei segnali.
Sono stati inoltre riscontrati diversi tipi di vocalizzazioni. Durante i combattimenti vengono emessi grugniti e suoni simili a squilli di tromba. Un lungo grugnito indica ira, mentre dei richiami simili a starnuti vengono utilizzati per avvisare i conspecifici di un pericolo. Brevi grugniti emessi con le orecchie ritte e le narici raggrinzite indicano una reazione di sorpresa alla venuta di un nuovo arrivato. Per quando sono impauriti è stato descritto un suono dai toni elevati. Perfino peggiore è un tremendo grido emesso quando questi bestioni sono terrorizzati. «Mmwonk», un profondo suono rimbombante, è segno di soddisfazione. Degli squittii emessi con differenti toni ed intonazioni possono significare «Mi sono perso», «Dove sei?», «Sono quaggiù» ed altre emozioni che però devono ancora essere comprese. Anche in base alla velocità dei respiri si può comunicare accoglienza, ansietà e rassicurazione. Un grugnito affannoso è un saluto comune con cui maschi e femmine accolgono un altro esemplare.
Il linguaggio del corpo è meno importante nella comunicazione dei rinoceronti neri. Un maschio adulto talvolta può esibire un rituale di aggressività nei confronti di un potenziale rivale. In tal caso esso annuserà l'aria, sbufferà ripetutamente e sbatterà la testa tra gli arbusti. Può anche mettersi in posizione di attacco. Se uno di questi colossi solleva la coda, questa postura può voler significare varie cose: curiosità, allarme o disponibilità sessuale. Anche le orecchie erette indicano curiosità, ma se esse vengono sbattute vuol dire che il rinoceronte è adirato.

### Riproduzione

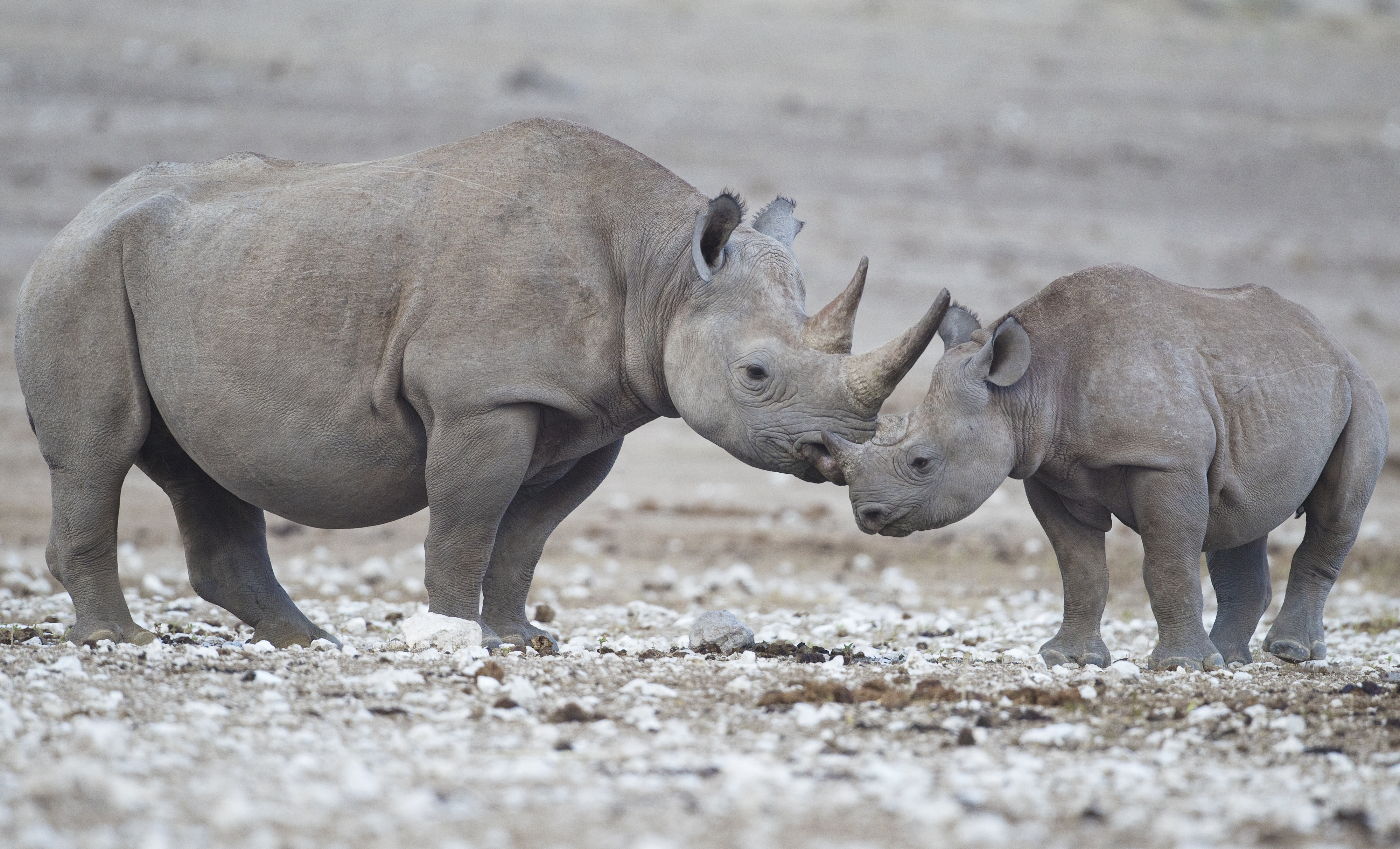
Femmina di rinoceronte nero con il piccolo; Parco nazionale Etosha, Namibia.

In natura gli adulti sono solitari e si ritrovano insieme solamente per accoppiarsi. L'accoppiamento può avvenire in qualsiasi momento dell'anno ma negli ambienti più aridi le nascite tendono ad essere più numerose verso la fine della stagione delle piogge.
Quando è recettiva la femmina strofina i genitali contro i cumuli di escrementi. Se un maschio vuole accoppiarsi con lei inizia a seguirla; quando essa defeca il suo spasimante gratta e sparge intorno il cumulo, rendendo più difficile ad ogni maschio adulto seguire la sua scia olfattiva.
Il corteggiamento comprende una serie di grugniti e di combattimenti con le corna tra i maschi. È noto anche un altro tipo di corteggiamento, detto «bluffa e fuggi», in cui il rinoceronte sbuffa e dondola aggressivamente la testa da una parte all'altra prima di fuggire via ripetutamente. Le coppie riproduttive rimangono insieme per 2-3 giorni e talvolta perfino per settimane. Durante questo periodo si accoppiano varie volte al giorno ed ogni copula dura mezz'ora.
Il periodo di gestazione dura tra i 15 ed i 16 mesi. L'unico piccolo che viene partorito alla nascita pesa 35–50 kg e può seguire la madre dopo appena tre giorni. Lo svezzamento avviene a circa due anni e mezzo. La madre ed il piccolo rimangono insieme per 2-3 anni, prima della nascita del prossimo piccolo; in questo caso le figlie femmine possono continuare a rimanere con la madre, formando piccoli gruppi. Spesso i piccoli vengono predati dalle iene e dai leoni, in quanto, durante la fuga, restano dietro la madre (al contrario, i cuccioli del r. bianco corrono davanti alla madre).
La maturità sessuale viene raggiunta a 5-7 anni dalle femmine e a 7-8 anni dai maschi. La speranza di vita in condizioni naturali (senza la pressione dei bracconieri) è di 35-50 anni.

## Tassonomia
Esistevano quattro sottospecie di rinoceronte nero:
- Diceros bicornis minor: la sottospecie più numerosa; era diffusa un tempo dalla Tanzania centrale, attraverso Zambia, Zimbabwe e Mozambico, fino al Sudafrica settentrionale ed orientale;
- Diceros bicornis bicornis; sottospecie delle savane aride e semi-aride della Namibia, dell'Angola meridionale, del Botswana occidentale e del Sudafrica occidentale;
- Diceros bicornis michaeli; era diffusa in passato dal Sudan del Sud, dall'Etiopia e dalla Somalia, attraverso l'Uganda e il Kenya, fino alla Tanzania centro-settentrionale. Oggi, il suo areale è limitato al Kenya e al nord della Tanzania;
- Diceros bicornis longipes † ; è una sottospecie estinta. In passato, era diffusa nella maggior parte delle savane dell'Africa occidentale. Fino a tempi recenti ne sopravviveva ancora qualche esemplare in Camerun settentrionale, ma l'8 luglio 2006 l'Unione Internazionale per la Conservazione della Natura ha dichiarato questa sottospecie sperimentalmente estinta[12].

## Conservazione

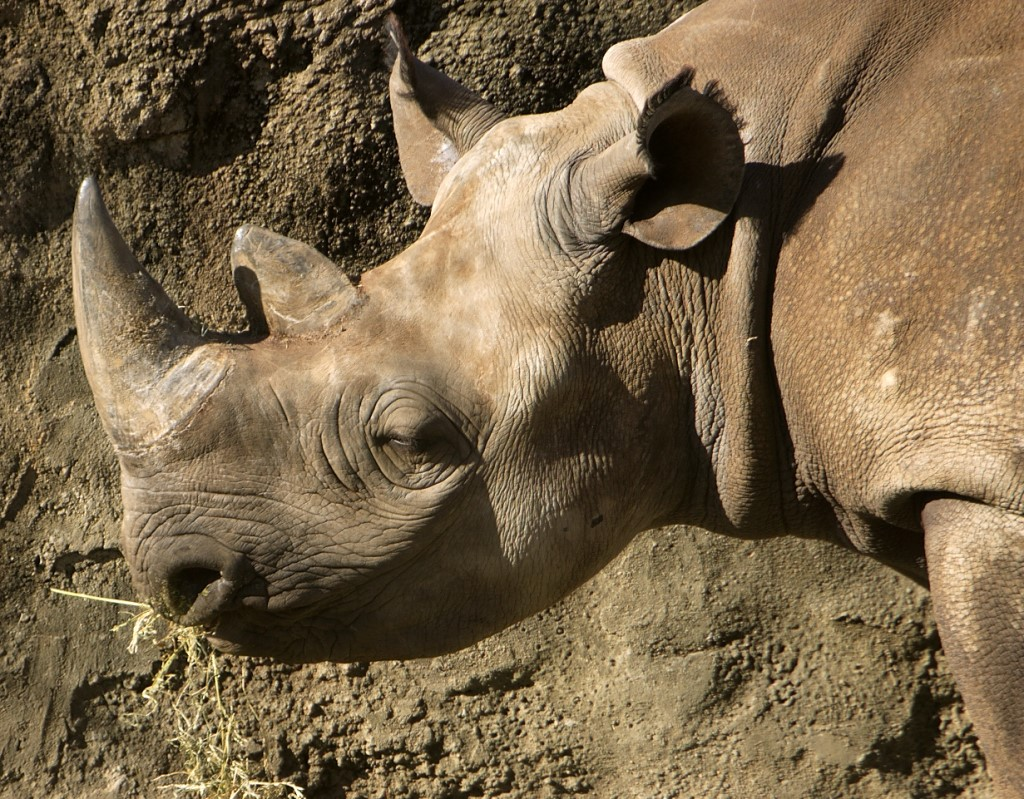
Rinoceronte nero al pascolo.

Per la maggior parte del XX secolo il rinoceronte nero è stata la specie di rinoceronte più numerosa. In Africa, intorno al 1900, ve ne erano probabilmente alcune centinaia di migliaia. Durante l'ultima metà del XX secolo, però, il loro numero è diminuito drasticamente, passando dai 70.000 esemplari della fine degli anni '60 ai 10.000-15.000 del 1981. Agli inizi degli anni '90 questo numero scese sotto i 2500 e nel 1994 venne riportato che ne rimanevano solamente 2410. Secondo la International Rhino Foundation, comunque, la popolazione è da allora aumentata, raggiungendo i 3610 nel 2003. Secondo un rapporto dell'Unione Internazionale per la Conservazione della Natura del luglio 2006, un recente studio sul rinoceronte nero dell'Africa occidentale, diffuso un tempo nelle savane dell'Africa occidentale ma di cui rimanevano solamente 10 esemplari, è giunto alla triste conclusione che questa sottospecie si è estinta.
La reintroduzione in alcune zone del Sudafrica e della Namibia e le politiche di controllo demografico e lotta al bracconaggio hanno permesso di duplicare la popolazione del rinoceronte nero, stimata nel 2020 in quasi 6000 esemplari, fra tutte le sottospecie. Ai due stati si è aggiunto il Kenya, che al 2024 conta poco più di 1.000 esemplari di rinoceronti neri, re-introdotti in 18 aree protette.
Il rinoceronte nero è stato spinto sulla soglia dell'estinzione dal bracconaggio illegale per il suo corno e dalla distruzione dell'habitat. Il corno viene utilizzato nella medicina tradizionale cinese e gli erboristi sostengono che con esso si possano risvegliare pazienti in stato comatoso o curare le febbri. La supposta efficacia dell'utilizzo del corno di rinoceronte nel trattamento di qualsiasi malattia non è mai stata confermata, però, dalla scienza medica. Nel giugno del 2007 è stato documentato il primo caso di vendita di corno di rinoceronte nero negli Stati Uniti (confermata dai test genetici effettuati sul corno confiscato), avvenuto in un negozio di medicina tradizionale cinese nella Chinatown di Portland (Oregon). 
 
In Medio Oriente viene utilizzato per fabbricare le impugnature ornamentali scolpite dei pugnali cerimoniali chiamati Janbiya. La richiesta di questi corni esplose negli anni '70, causando, tra il 1970 ed il 1992, un declino della popolazione del 96%.